# Калантаевка
Калантаевка (укр. Калантаївка) — село, относится к Раздельнянскому району Одесской области Украины, центр Калантаевского сельского совета с 18.10.2019 года.
Население - 489 человек. Население по переписи 2001 года составляло 497 человек. Почтовый индекс — 67460. Телефонный код — 4853. Занимает площадь 1,563 км². Код КОАТУУ — 5123983005.

## Известные жители и уроженцы Калантаевки
- Янчук Б. В. (1935—2009) — писатель, переводчик.

## Местный совет
67460, Одесская обл., Раздельнянский р-н, с. Калантаевка